# 双十六烷醇己二酸酯
双十六烷醇己二酸酯是一种有机化合物，化学式为C38H74O4。它可由1-十六烷醇和己二酸加热，或和己二酰氯微热反应制得。它是一种油包水乳化剂，可用作发用化妆品的组分。